# Attentat de la rue Ordener
L'attentat de la rue Ordener ou l'attaque de la rue Ordener, est un braquage et une attaque à main armée menée le 21 décembre 1911 à Paris par les anarchistes illégalistes de la bande à Bonnot. Premier braquage de la bande à Bonnot, il s'agit du premier braquage motorisé de l'histoire et d'un événement notable de l'apparition du banditisme moderne.
Jules Bonnot, alors en fuite pour le meurtre accidentel ou volontaire - ce point fait débat - d'un compagnon anarchiste et recherché par les autorités, entre en contact avec un certain nombre d'illégalistes parisiens, avec lesquels il entreprend de préparer une opération. Leur cambriolage prévu dans une bijouterie est mis à mal et, en besoin critique d'argent, les membres décident de se rabattre sur le coursier chargé d'apporter l'argent quotidiennement à une banque, la Société Générale, rue Ordener. En voiture, Raymond Callemin et Octave Garnier descendent, abattent leur cible - qui survit - et emportent l'argent avec eux - leur voiture leur permettant de distancer la police, prise de court par l'utilisation de moyens motorisés.
Malgré le succès de leur opération, la somme récupérée est négligeable et ne correspond pas à leurs attentes, de plus, les membres de l'opération risquent la peine de mort, et n'ont donc plus rien à perdre, ce qui les pousse à poursuivre leurs actions pendant les mois qui suivent avec une violence croissante. La plupart des membres sont ensuite tués, arrêtés ou exécutés. 

## Histoire

### Contexte
Au XIXe siècle, l'anarchisme naît et se constitue en Europe avant de se propager. Les anarchistes défendent la lutte contre toutes formes de domination perçues comme injustes, en premier lieu la domination économique, avec le développement du capitalisme. Ils sont particulièrement opposés à l'État, vu comme l'organisation permettant d'entériner ces dominations au travers de sa police, son armée et sa propagande.
Au sein du mouvement anarchiste des dernières décennies du XIXe siècle, certains militants comme Clément Duval et Vittorio Pini développent la tendance de l'illégalisme, soutenant le combat anarchiste illégal et plus spécifiquement défendant certaines pratiques, comme la reprise individuelle, l'idée que puisque la bourgeoisie volerait le peuple, il serait légitime de voler la bourgeoisie en retour et d'ainsi résoudre les inégalités directement, sans attendre une hypothétique révolution.
Au début du XXe siècle, un certain nombre d'illégalistes sont réunis autour du journal L'Anarchie. Une partie d'entre eux, comme Raymond Callemin, Édouard Carouy ou Octave Garnier et la bande de Romainville entre en contact avec Jules Bonnot (1876-1912). Celui-ci passe une jeunesse marquée par la violence, les rébellions contre la police, les amendes et les arrestations. Rencontrant à Lyon les anarchistes et les illégalistes, il rejoint progressivement ces groupes. À partir de 1907, il rejoint le banditisme définitivement - vit de vols et change fréquemment d'identité. En novembre 1911, alors qu'il est engagé dans du vol de vélos et d'automobiles et qu'il quitte Lyon pour échapper à la police avec Joseph Platano, lui-même illégaliste de L'Anarchie, il le tue. Selon la version de la police, il s'agirait d'un règlement de comptes pour le partage du butin d'un vol, et Bonnot aurait assassiné son camarade, selon lui, Platano se serait blessé grièvement en manipulant son arme, et il aurait choisi de l'achever pour lui éviter une mort agonisante.

### Prémices
Bonnot rejoint alors les cercles anarchistes parisiens, où il est accueilli et présenté par des compagnons genevois au groupe de Garnier. Celui-ci et Callemin envisagent déjà à cette époque de mener un cambriolage en utilisant une voiture volée, ce qui leur permettrait de largement prendre la police de vitesse pour fuir mais aussi transporter les chalumeaux utilisés pour la destruction des coffres forts. Malgré ce désir, aucun d'entre eux ne sait conduire, étant donné qu'une voiture coûte alors autant qu'une quinzaine d'années du salaire d'un ouvrier parisien. L'introduction de Bonnot au sein de leurs cercles les met en contact avec un chauffeur capable de mener ce plan à exécution.

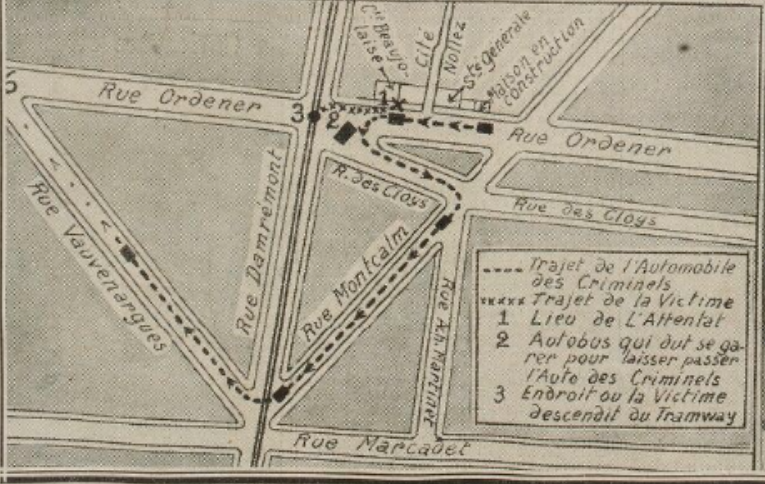
Trajet de l'automobile dans L'Excelsior du 22 décembre 1911

De son côté, Bonnot est éventuellement réticent à s'engager avec ce groupe plus « amateur » que lui dans le banditisme, mais sa tête est affichée sur les unes d'un certain nombre de publications de la presse française, il est activement recherché, sa maîtresse, Judith Thollon arrêtée à Lyon, et il a besoin d'argent pour échapper à la police,. Il accepte alors de les rejoindre.
Dans la nuit du 13 au 14 décembre 1911, les membres de la bande à Bonnot - aidés par son expertise du vol de voitures - parviennent à s'emparer d'une Delaunay Belleville noire - dissimulée par Carouy dans le hangar d'un de ses camarades anarchistes, Jean Detweiller.

### Attaque

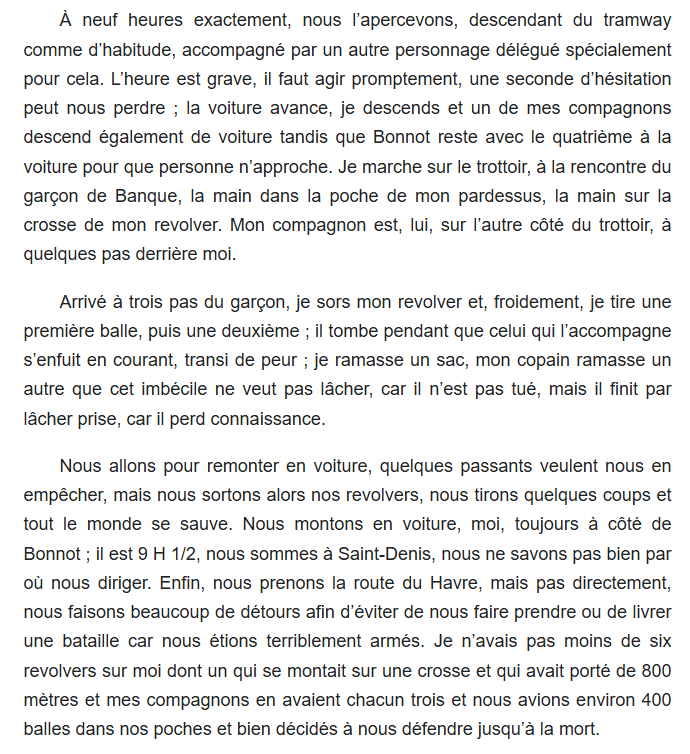
Témoignage de Callemin dans ses Mémoires au sujet de l'attaque

Dans la nuit du 20 au 21 décembre 1911, les membres de la bande à Bonnot cherchent à cambrioler une bijouterie et envisagent d'utiliser la voiture pour transporter des chalumeaux capables de faire fondre les coffres-forts. Cependant, les conditions d'une telle entreprise ne sont pas réunies, et le groupe doit abandonner ce plan. Selon Raymond Callemin, le fait qu'il ne pleuve pas les aurait dissuadé de mener le projet, car la pluie n'aurait pas dissimulé leur cambriolage, ce qui l'aurait rendu plus risqué.
Vers 3 heures du matin, le groupe décide de changer de plans. En effet, les membres sont au courant par le militant anarchiste corse, Pierre Cardi, du fait que la Société générale située 158, Rue Ordener, reçoit des sommes d'argent tous les matins depuis le siège, à 8h45. En attendant, le groupe roule dans Paris et Bonnot apprend à Garnier à conduire sur les Champs-Élysées, pour qu'il puisse le remplacer en cas de besoin. Il reprend le volant et la voiture s'engage dans la rue Ordener avant de s'arrêter au 148, où les membres peuvent surveiller l'entrée de tram et voir l'arrivée du coursier. La foule commence à se masser autour de la voiture, rare dans le quartier populaire, lorsqu'ils voient leur cible - habillé dans le costume de l'entreprise, arriver accompagné d'un autre coursier, sensé lui servir de garde du corps.
Garnier et Callemin descendent alors de la voiture et se dirigent vers lui. Le récit des événements qui suivent varie selon les historiens ; Anne Steiner soutient qu'Octave Garnier aurait abattu sans sommations sa cible et Marc Renneville que les deux auraient tenté de lui arracher la sacoche, sans y parvenir, avant de lui tirer dessus et de récupérer la sacoche en fuyant,. Callemin, dans ses Mémoires, soutient qu'il aurait lui-même abattu leur cible sans sommations.
En tout cas, le coursier, nommé Ernest Caby, est grièvement blessé, s'effondre, sa sacoche est récupérée, l'autre coursier s'enfuit en courant et les membres retournent dans la voiture, où Bonnot redémarre et quitte Paris rapidement.

### Suites

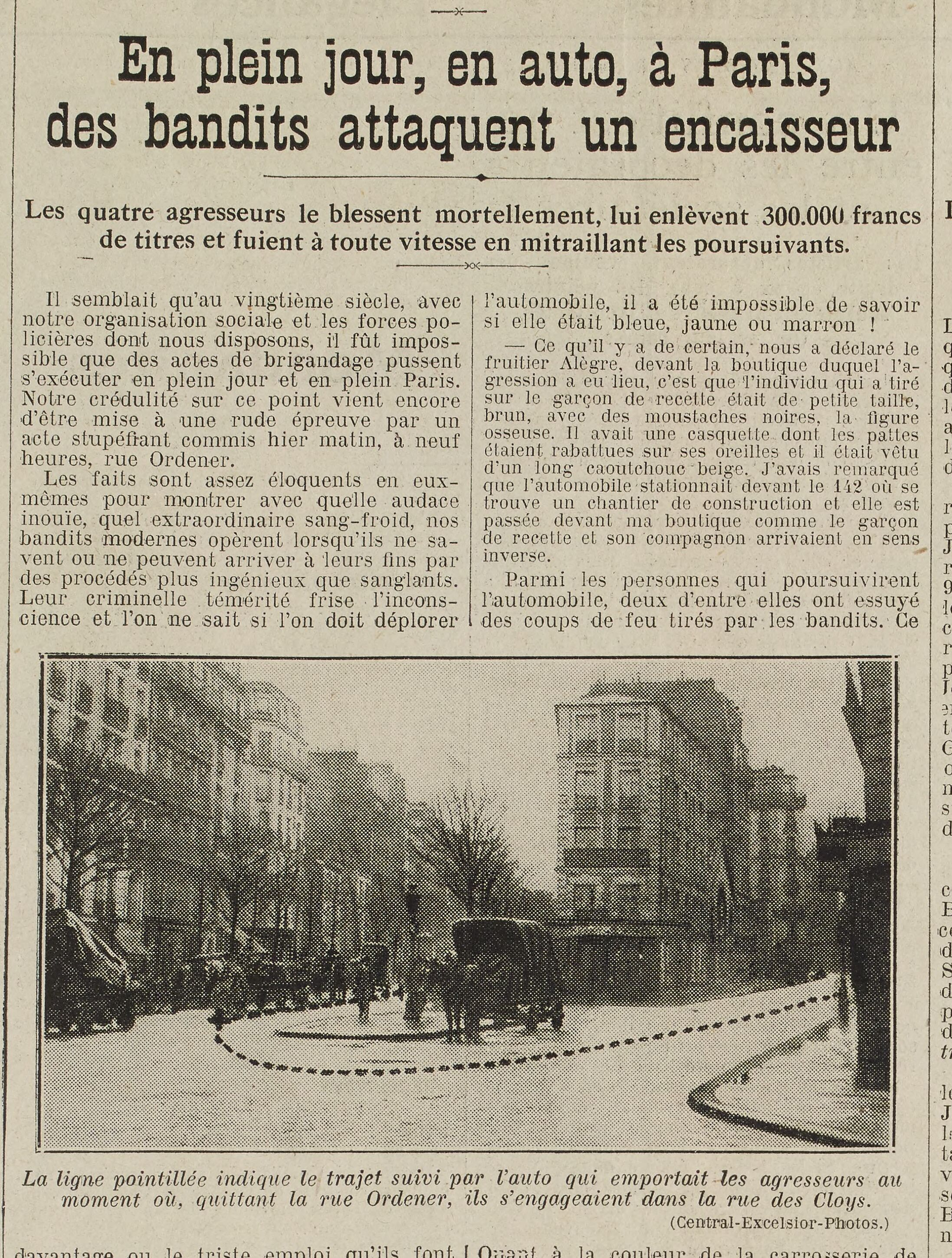
Article de L'Excelsior du 22 décembre 1911 au sujet de l'attaque

À Pontoise, le groupe s'arrête et évalue son butin, qu'ils espèrent être une grosse somme, mais qui n'est que de 5,000 francs en espèces et 320,000 francs en titres très difficiles à écouler. Bonnot et Garnier se relaient pour conduire et se dirigent vers Le Havre mais se perdent en chemin et arrivent plutôt à Dieppe. Ils y apprennent dans la presse que Caby a survécu, mais aussi que la presse dispose d'une description relativement précise de Garnier - ce qui signifie qu'il ne s'agit plus que d'une question de temps avant que la police fasse un rapprochement avec son signalement à partir de leurs indicateurs au sein des milieux anarchistes.
Les membres se sachant condamnés à la guillotine dès l'instant où ils seraient capturés s'engagent alors dans une « fuite en avant » où, n'ayant plus rien à perdre, il ne s'agit désormais pour eux que de poursuivre leurs actions et échapper à la police autant que possible,.
La bande à Bonnot poursuit ses braquages et attaques dans les mois qui suivent, comme lors de l'attaque de la Société générale à Chantilly, où les membres reproduisent un braquage motorisé. La plupart des membres sont ensuite tués, exécutés ou emprisonnés.

## Postérité
L'attentat de la rue Ordener est le premier braquage motorisé de l'histoire,. Il prend ainsi un rôle important dans la naissance du banditisme moderne et la plus large histoire du banditisme.